# Анина
Анина (рум. Anina, мађ. Stájerlakanina) град је и локална самоуправа у Румунији. Он се налази у западном делу земље, у историјској покрајини Банат и близу границе са Србијом. Анина се налази у оквиру жупаније Караш-Северин и обухвата и насељено место Стејердорф.
Анина је према последњем попису из 2021. године имала 4.383 становника.
Град Анина је последњих година привукао светску пажњу по најстаријим остацима праисторијског човека на тлу Европе који су до сада нађени. Ови остаци, стари 40.000 година, нађени су оближњој пећини Пештера ку Оасе/Пећина са костима.

## Географија
Град Анина налази се у источном делу историјске покрајине Банат, око 140 km јужно до Темишвара.
Анина се налази у источном, планинском делу историјске покрајине Банат. Град је смештен у узаној долини, изнад које се стрмо издижу планине из система Карпата.
Насеље је настало поделом некадашњег насеља Штајерлаканина (мађ. Stájerlakanina, у преводу на српски: Штајерско Село), на два нова самостална насеља: Анина и Стејердорф.

## Становништво
У односу на попис из 2002, број становника на попису из 2011. се смањио.
| 1966.  | 1977.  | 1992.  | 2002.  | 2011. |
| ------ | ------ | ------ | ------ | ----- |
| 14.063 | 11.478 | 11.329 | 10.594 | 7.485 |

Матични Румуни чине већину градског становништва Анине, а од мањина присутни су Мађари и Роми. До средине 20. века у граду су били знатно бројнији Јевреји и Немци.

### Попис1910.
| Анина | Анина |
| --- | --- |
| језик | вера |
| укупно: 12.336 Немачки 8.837 (71,63%) Румунски 1.280 (10,37%) Мађарски 705 (5,71%) Словачки 564 (4,57%) Русински 85 (0,68%) Српски 58 (0,47%) Хрватски 7 (0,05%) остали 800 (6,48%) | укупно: 12.336 Римокатол. 10.599 (85,91%) Православци 1.283 (10,40%) Гркокатолици 158 (1,28%) Лутерани 155 (1,25%) Калвинисти 84 (0,68%) Јевреји 52 (0,42%) Унитаристи 1 (0,00%) остали 4 (0,03%) |

## Галерија
- Положај града Анина на територији жупаније Караш-Северин

Напомена: Исказано заједно са насељем Стејердорф. У рубрици осталих језика највећи број особа исказао је чешки језик.